# Gerhard Huckenholz
Hans Gerhard Huckenholz (* 1930; † 29. November 1998) war ein deutscher Petrologe. Er war Hochschullehrer an der Ludwig-Maximilians-Universität München (LMU).
Huckenholz wurde 1958 bei Hilmar Schumann an der Technischen Hochschule Dresden mit einer Arbeit über die Sedimentpetrographische Untersuchungen an Gesteinen der Tanner Grauwacke bei Straßberg im Selketal des Unterharzes promoviert. Er wechselte in die BRD, übernahm 1969 den Lehrstuhl für Mineralogie und Petrographie an der LMU und wurde dort im September 1998 emeritiert.